# ドゥランゴ州

ドゥランゴ州
Estado Libre y Soberano de Durango

ドゥランゴ州（ドゥランゴしゅう、スペイン語: Estado de Durango）は、メキシコ北部の州である。州都はドゥランゴ。北部でチワワ州と、北東部でコアウイラ州と、南東部でサカテカス州と、南西部でナヤリット州と、西部でシナロア州と、それぞれ接している。
2010年国勢調査で州の人口は1,632,860人である。

## 主要な都市
- ドゥランゴ
- ゴメスパラシオ